# Стамболово (община)
Стамболово (болг. Община Стамболово) — община в Болгарии. Входит в состав Хасковской области. Население составляет 5935 человек (на 21.07.05 г.).

## Состав общины
В состав общины входят следующие населённые пункты:
1. Балкан
2. Бял-Кладенец
3. Воденци
4. Войводенец
5. Гледка
6. Голобрадово
7. Голям-Извор
8. Долно-Ботево
9. Долно-Черковиште
10. Долно-Поле
11. Желти-Бряг
12. Зимовина
13. Кладенец
14. Кралево
15. Лясковец
16. Маджари
17. Малык-Извор
18. Поповец
19. Пчелари
20. Пытниково
21. Рабово
22. Светослав
23. Силен
24. Стамболово
25. Тынково
26. Царева-Поляна